# Хубиев, Осман Ахъяевич
Осман Ахъяевич Хубиев (17 февраля 1918—2000) — карачаевский писатель.
Осман Хубиев родился в 1918 году в ауле Верхняя Теберда (ныне Карачаево-Черкесия). В 1933 году окончил школу, затем поступил на рабфак. Работал в газете «Къызыл Къарачай». Участвовал в Великой Отечественной войне. В 1944—1957 годах был в депортации, в ходе которой работал учителем.
В 1936 году вышел первый поэтический сборник Хубиева «Комсомольские песни» («Комсомол джырла»). В этом сборнике были представлены стихи о родине, партии и комсомоле, дружбе народов. В 1938 году вышла повесть «Абрек» о борьбе за советскую власть на Кавказе. В послевоенной период Хубиевым были созданы такие произведения, как роман-трилогия «Аманат» о Великой Отечественной войне, «Люди» («Адамла») и многие другие.